# Hypalastoroides schrottkyi
Hypalastoroides schrottkyi är en stekelart som först beskrevs av Bréth.  Hypalastoroides schrottkyi ingår i släktet Hypalastoroides och familjen Eumenidae. Utöver nominatformen finns också underarten H. s. reductus.